# Quinto Maganini
Quinto Maganini (* 30. November 1897 in Fairfield, Kalifornien; † 10. März 1974 in Greenwich, Connecticut) war ein US-amerikanischer Komponist, Flötist und Dirigent.
Maganini studierte Flöte bei Georges Barrère am Institute of Musical Art, dem Vorläufer der Juilliard School of Music. Er war von 1917 bis 1919 Flötist im San Francisco Symphony Orchestra und bis 1927 im New York Symphony Orchestra. 1927 erhielt er für seine Oper The Argonauts ein Pulitzer Travel Scholarship, das ihm ein Studium bei Nadia Boulanger in Paris ermöglichte. 1932 gründete er ein Kammerorchester in New York.
Von 1939 bis 1970 war er Dirigent des Norwalk Symphony Orchestra. Mit diesem spielte er zahlreiche Uraufführungen von Werken zeitgenössischer Komponisten, darunter auch von eigenen. Solisten wie Yo-Yo Ma, Itzhak Perlman und Emanuel Ax begannen ihre Laufbahn mit diesem Orchester.
Maganini komponierte unter anderem zwei Opern und ein Ballett, eine Sinfonie, eine Rhapsodie und weitere Orchesterwerke, ein Streicherkonzert, Chorwerke und Lieder.
| Personendaten    | Personendaten                                     |
| ---------------- | ------------------------------------------------- |
| NAME             | Maganini, Quinto                                  |
| KURZBESCHREIBUNG | US-amerikanischer Komponist, Flötist und Dirigent |
| GEBURTSDATUM     | 30. November 1897                                 |
| GEBURTSORT       | Fairfield, Kalifornien                            |
| STERBEDATUM      | 10. März 1974                                     |
| STERBEORT        | Greenwich, Connecticut                            |